# Джером Біффл
Джером Казенс Біффл (англ. Jerome Cousins Biffle; нар. 20 березня 1928 — пом. 4 вересня 2002) — американський легкоатлет, який спеціалізувався в стрибках у довжину.

## Із життєпису
Олімпійський чемпіон зі стрибків у довжину (1952).
Чемпіоном США зі стрибків у довжину на ставав, проте один раз був срібним (1950), а інший раз — бронзовим (1952) призером національних першостей у цій дисципліні.
Посів 2-ге місце на олімпійських відбіркових змаганнях США зі стрибків у довжину (1952).
По завершенні змагальної кар'єри перейшов на тренерську роботу та брав участь у різноманітних кампаніях з пропагування здорового способу життя.